# Loschmidtovo število
Loschmidtovo števílo [lošmítovo ~] (označbe n0, L ali NL) je fizikalna konstanta, ki določa število delcev (atomov ali molekul) idealnega plina v dani prostornini. Po navadi je podano pri standardnih pogojih. Predlagana vrednost CODATA za leto 2006 je:
n0 = 2,686 7774(47)×1025 m-3
pri 0 °C in 1 atm. Imenuje se po avstrijskem fiziku in kemiku Johannu Josefu Loschmidtu, ki je prvi določil fizično velikost molekul idealnega plina leta 1865. Loschmidt je kasneje po Avogadrovem zakonu, da ima vsak idealni plin v enakem stanju enako število molekul na mol, določil to število, ki se danes imenuje Avogadrovo število. Izraz »Loschmidtovo število« se zaradi tega včasih (nepravilno) nanaša na Avogadrovo število, še posebej v nemških virih.
Loschmidtovo število je dano z zvezo:
{\displaystyle n_{0}={\frac {p_{0}}{k_{\rm {B}}T_{0}}}\!\,,}
kjer je p0 standardni tlak, kB Boltzmannova konstanta in T0 standardna absolutna temperatura. Zveza med Loschmidtovim in Avogadrovim številom, NA, je:
{\displaystyle n_{0}={\frac {p_{0}N_{\rm {A}}}{RT_{0}}}={\frac {N_{\rm {A}}}{V_{\rm {m}}}}\!\,,}
kjer je R splošna plinska konstanta in {\displaystyle V_{\rm {m}}} molarna prostornina.